# Charles Dupin
Pierre Charles François Dupin [pjêr šárl fransoá dipán], francoski matematik in inženir, * 6. oktober 1784, Varzy, Francija, † 18. januar 1873, Pariz.

## Življenje in delo
Dupin je bil Mongeev učenec na École Polytechnique v Parizu. Diplomiral je leta 1803. V Napoleonovem času je kot mlad mornariški inženir uporabljal metode svojega učitelja v teoriji ploskev, kjer je odkril asimptotične in konjugirane premice. Postal je profesor geometrije v Parizu in si je v dolgem življenju pridobil slavo kot politik in pospeševalec industrije. Leta 1818 so ga izbrali v Francosko akademijo znanosti.
Imena Dupinova indikatrika in Dupinove ciklide kažejo, kar ga je zanimalo v začetku svoje dejavnosti. Njegovi knjigi Développments de géométrie iz leta 1813 in Applications de geometrie iz 1825 vsebujeta veliko zanimivih zamisli. Lep primer za prispevek k matematiki je njegova izpopolnitev Malusove geometrije svetlobnih žarkov, ki je pomagala posodobiti geometrijsko optiko in tudi prispevala h geometriji premičnih kongruenc.